# ジョス・ウェドン
ジョセフ・ヒル・ウェドン（英: Joseph Hill Whedon、1964年6月23日 - ）はアメリカの著作家、脚本家、映画監督、エグゼクティブプロデューサー、俳優。かつては「ウィードン」という表記もあった。
1996年の『トイ・ストーリー』の脚本でアカデミー賞にノミネート。2005年の『セレニティー』の監督・脚本を務め、2006年のヒューゴー賞Best Dramatic Presentation, Long Formを受賞。その他にも受賞やノミネートが多数ある（#受賞、#ノミネートも参照のこと。）2015年の『アベンジャーズ/エイジ・オブ・ウルトロン』の監督・脚本、2021年の『ザ・ネバーズ』の監督・脚本・製作・製作総指揮を務めた。その他、テレビ番組『バフィー 〜恋する十字架〜』、『エンジェル』、『ファイヤーフライ』の脚本家兼制作者としてもよく知られている。コミックの原作もいくつか手がけている。

## 経歴
ジョセフの父親も祖父もテレビ脚本家として活躍した人物である。ニューヨーク生まれ。イギリスのウィンチェスター・カレッジを卒業後、映画製作を学ぶためアメリカ・コネチカット州のウェズリアン大学に入学し、1987年に卒業。ロサンゼルスに移住。

### テレビ
ロサンゼルスに移住後、ウィードンは『Roseanne』というテレビシリーズの脚本の仕事を得た。その後数年間は映画用脚本の手直しの仕事をし、再びテレビの世界に戻り、4つのテレビ番組の制作に関わった。自身の手がけた『バフィー 〜恋する十字架〜』、『エンジェル』、『ファイヤーフライ』ではカメオ出演もしており、『ヴェロニカ・マーズ』にもゲスト出演している。2007年には『The Office』という番組でも2エピソードを監督した（「Business School」と「Branch Wars」）。
ウェドンは、父（トム・ウェドン）も祖父（ジョン・ウェドン）もテレビ脚本家として活躍した人物であるため、世界初の第三世代テレビライターなどと称される。
彼の脚本に基づいた映画『バッフィ/ザ・バンパイア・キラー』は不評だったが、ウィードンはこれをテレビ番組として復活させた。『バフィー 〜恋する十字架〜』はカルト的人気を呼んだ。彼が脚本と監督を務めたエピソード「静けさ」は2000年のエミー賞優秀脚本賞にノミネートされた。このシリーズはThe WBネットワークで第5シーズンまで放送され、その後の放送権獲得合戦の結果UPNネットワークで2シーズンを放送した。
『エンジェル』は『バフィー』からのスピンオフ作品で、バフィーのボーイフレンドである吸血鬼を主人公にしたドラマである。企画にはウィードンのほかにバフィーの脚本も書いていたデヴィッド・グリーンウォルトも参加した。ティム・マイナーも重要な部分で関わっている。1999年9月からWBで放送開始され、『バフィー』のすぐ後に放送されるという番組構成になっていた。2001年に『バフィー』がUPNに移ると、『エンジェル』は様々な時間枠で放送されるようになった。最終回の視聴率はバフィーよりも良かった。WBは2004年2月、第5シーズンの途中で打ち切った。
ウェドンがティム・マイナーと企画した『ファイヤーフライ』は2002年にFOXが放送したが、途中で打ち切った。14エピソードのうち11エピソードだけが放送され、しかも放送順序が意図したものとは違っていた。特に初回の2時間特番として企画したエピソード「セレニティー」が最後に放送された。このFOXの仕打ちに関して、ウィードンは二度とFOXとは仕事をしないと述べていた。打ち切り後、ウィードンはファイヤーフライの映画版『セレニティー』の脚本を書いた。ユニバーサル・ピクチャーズがこの制作に乗り出し、ウィードン自身が監督を務め、2005年9月30日に全米公開となった。
2007年8月、かつて『バフィー』や『エンジェル』にも出演していたエリザ・ドゥシュクはFOXとの契約を行った。その直後、ドゥシュクはウィードンと昼食を共にし、彼女を主役とするシリーズのアイデアを話し合った。結果として、ウィードンはFOXで放送されるパイロット版の脚本と監督を務めることを約束した。ウィードンは、「全く新しい知的で協力的な人々」と仕事をすると発表した。2008年5月、FOXはこの番組Dollhouseを2009年1月に放送開始すると発表した。FOXに戻ることについて聞かれ、ウェドンは「彼らは『ファイヤーフライ』のときの人々とは全く違う」と述べている。実際、『ファイヤーフライ』放送当時と比べるとFOXの経営陣が一新されている。このSFアクションドラマ『ドールハウス』は2009年2月から第1シーズンが、同年9月から第2シーズンが放送されたが、そのシーズンで途中打ち切りとなった。

### 映画
ウェドンは、『バッフィ/ザ・バンパイア・キラー』、『トイ・ストーリー』、『エイリアン4』、『タイタンA.E.』といった映画の脚本を執筆（あるいは共同執筆）した。『トイ・ストーリー』の脚本では、アカデミー賞にノミネートされた。
また、スタッフとして名前は出ていないが、『スピード』、『ウォーターワールド』、『ツイスター』、『X-メン』といった作品で脚本のドラフト版の修正や書き直しなどを行った。ただし、『スピード』以外ではウィードンが書いた部分は最終脚本には残っていない。インタビューではウィードンは残る3作品との関わりを否定している。『エイリアン4』向けに彼が書いた脚本は、監督のジャン＝ピエール・ジュネが変えてしまった。『ウォーターワールド』向けの脚本は捨てられ、『X-メン』の最終脚本には彼の書いた部分は2行しか残らなかった。バフィーの映画版でさえ、彼の脚本との類似点は少ない。『スピード』の脚本家として名前が出ているグレアム・ヨストによれば、台詞の大部分はウィードンが書いたものだという。
2005年、彼は『セレニティー』の監督・脚本を務め、2006年のヒューゴー賞Best Dramatic Presentation, Long Formを受賞した。2006年1月には映画会社の後援もあり、『セレニティー』を世界各地でチャリティ公開するファンの活動が始まった。収益金はジョス・ウィードンも支援している人権団体Equality Nowに寄付されている。
ウェドンは『ワンダーウーマン』映画版の監督・脚本を務める契約を結んでいたが、2007年2月3日に降板することを公表した。
2008年には、自主製作で短編のホラー・ミュージカル・コメディ映画『Dr. Horrible's Sing-Along Blog』をインターネット上で発表。この作品で様々な賞を受賞している。
2011年には製作・共同脚本担当（監督、共同脚本：ドリュー・ゴダード）のホラー映画『キャビン』が公開。2012年には監督・脚本を務めた『アベンジャーズ』が公開。

### コミック
ウェドンはコミックファンでもあり、ダークホースコミックスで『バフィー』の世界の遠未来 を描いた『Fray』の原作も書いている。『Buffy the Vampire Slayer Season Eight』のエピソード「Time of Your Life」でも、この『Fray』の世界に再び戻っている。他にも『聖少女バフィー』シリーズのコミックの原作をいくつも手がけている。
また、『ファイヤーフライ』および映画版『セレニティー』へとつながるコミック『Serenity: Those Left Behind』と『Serenity: Better Days』の原作も書いた（共同執筆）。
マーベル・コミックでは『Astonishing X-Men』の原作を書いていた（2008年に原作をWarren Ellisに引き継いだ）。

## フィルモグラフィー
| 年   | 題名                                                                                 | 備考                       |
| ---- | ------------------------------------------------------------------------------------ | -------------------------- |
| 1992 | バッフィ/ザ・バンパイア・キラー Buffy the Vampire Slayer                             | 脚本                       |
| 1994 | ゲッタウェイ The Getaway                                                             | 共同脚本（クレジットなし） |
| 1994 | スピード Speed                                                                       | 共同脚本（クレジットなし） |
| 1995 | ウォーターワールド Waterworld                                                        | 共同脚本（クレジットなし） |
| 1995 | トイ・ストーリー Toy Story                                                           | 共同脚本                   |
| 1997 | エイリアン4 Alien: Resurrection                                                      | 脚本                       |
| 2000 | タイタンA.E. Titan A.E.                                                              | 共同脚本                   |
| 2000 | X-メン X-MEN                                                                         | 脚本（トリートメント）     |
| 2001 | アトランティス/失われた帝国 Atlantis: The Lost Empire                                | 脚本（トリートメント）     |
| 2005 | セレニティー Serenity                                                                | 監督/脚本                  |
| 2011 | マイティ・ソー Thor                                                                  | ラストシーンのみ監督       |
| 2011 | キャプテン・アメリカ/ザ・ファースト・アベンジャー Captain America: The First Avenger | 共同脚本（クレジットなし） |
| 2012 | キャビン Cabin                                                                       | 共同脚本                   |
| 2012 | アベンジャーズ Marvel's The Avengers                                                 | 監督/脚本                  |
| 2012 | Much Ado About Nothing                                                               | 監督/脚本/製作/編集/音楽   |
| 2014 | イン・ユア・アイズ 近くて遠い恋人たち In Your Eyes                                   | 脚本/製作総指揮            |
| 2014 | キャプテン・アメリカ/ウィンター・ソルジャー Captain America: The Winter Soldier      | ラストシーンのみ監督       |
| 2015 | アベンジャーズ/エイジ・オブ・ウルトロン Avengers: Age of Ultron                      | 監督/脚本                  |
| 2017 | ジャスティス・リーグ Justice League                                                  | 監督/脚本                  |
| 2021 | ザ・ネバーズ The Nevers                                                              | 監督/脚本/製作/製作総指揮  |

## 受賞歴

### 受賞
- ネビュラ賞最優秀脚本賞 - 『セレニティー（映画版）』（2006年）
- ヒューゴー賞 Best Dramatic Presentation - 『セレニティー（映画版）』（2006年）
- プロメテウス賞特別賞 - 『セレニティー（映画版）』（2006年）
- アイズナー賞最優秀継続中シリーズ - 『Astonishing X-Men』（2006年）
- アイズナー賞最優秀新シリーズ - 『Buffy the Vampire Slayer Season Eight』（2008年）
- アイズナー賞最優秀デジタルコミック - 『Sugarshock!』（2008年）
- ヒューゴー賞 Best Dramatic Presentation, Short Form - 『Dr. Horrible's Sing-Along Blog』（2009年）

### ノミネート
- アカデミー脚本賞 - 『トイ・ストーリー』（1996年）
- サターン賞:最優秀脚本賞 - 『トイ・ストーリー』（1996年）
- プライムタイム・エミー賞脚本賞ドラマ部門 - 『バフィー 〜恋する十字架〜』のエピソード「静けさ」（2000年）
- ネビュラ賞最優秀脚本賞 - 『バフィー 〜恋する十字架〜』のエピソード「別れ」（2002年）
- ネビュラ賞最優秀脚本賞 - 『バフィー 〜恋する十字架〜』のエピソード「ワンス モア ウィズ フィーリング」（2003年）